# Фийоль, Мартин
Мартин Фийоль (фр. Martine Filleul) — французский политик, сенатор, член Социалистической партии.

## Биография
Родилась 29 апреля 1957 г. в городе Жёмон (департамент Нор) в простой семье. Имеет степень магистра в области современной литературы и диплом DEA по социологии. Чтобы оплатить учебу, работала в колледже. Работала инженером-исследователем в Высшей школе архитектуры и ландшафта в Лилле.
Политическая карьера Мартин Фийоль началась в 1995 году, когда она прошла в городской совет Лилля по списку мэра Пьера Моруа. С 2001 по 2014 года работала в администрации его преемницы Мартин Обри в должности вице-мэра по вопросам туризма и международного сотрудничества. В 1998 года она была впервые избрана в Региональный совет Нор-Па-де-Кале, заняла пост вице-президента по вопросам образования и внутриевропейского сотрудничества; в 2004 году была переизбрана.
В 2008 году Мартин Фийоль покинула региональный Совет, так как была избрана в Генеральный совет департамента Нор от кантона Лилль-Центр, где заняла пост вице-президента по вопросам культуры. В 2011 году была переизбрана в состав Генерального совета и стала 3-м вице-президентом по вопросам планирования и экономического развития. После отставки Патрика Канне с поста президента Совета в 2014 году в связи с назначением в правительство стала 1-м вице-президентом Генерального совета.
Дважды, в 2002 и 2007 годах, Мартин Фийоль безуспешно пыталась добиться мандата депутата Национального собрания Франции от 4-го избирательного округа департамента Нор, а в 2012 году также потерпела неудачу на выборах по 18-му избирательного округа департамента Нор. В марте 2015 года была избрана в состав Совета департамента Нор от кантона Лилль-4.
В июне 2015 года Мартин Фийоль при поддержке Патрика Канне и вопреки позиции своего бывшего шефа Мартин Обри была избрана лидером отделения Социалистической партии в департаменте Нор. Во время праймериз социалистов в 2017 году публично не поддержала ни одного из кандидатов на пост президента Франции.
В сентябре 2017 года вошла под вторым номером в список социалистов на выборах в Сенат Франции от департамента Нор. Этот список занял второе место с 17,69 % голосов и получил два места в Сенате, одно из которых досталось ей.

## Занимаемые выборные должности
19.06.1995 — 18.03.2001 — член муниципального совета города Лилль 

19.03.2001 — 04.04.2014 — вице-мэр города Лилль 

16.03.1998 — 31.03.2008 — вице-президент Регионального совета Нор-Па-де-Кале 

20,03.2008 — 29.03.2015 — вице-президент Генерального совета департамента Нор 

с 29.03.2015 — член Совета департамента Нор от кантона Лилль-4 

с 01.10.2017 — сенатор Франции от департамента Нор